# Henri de Lamaze
Pour les articles homonymes, voir Henri Jacques Auguste Beaudenom de Lamaze et Lamaze.
Henri de Lamaze, né le 2 août 1918 à Trélissac et mort le 2 mai 1999 à Garches, est un ancien golfeur français.
Il détient le record du nombre de victoires en championnat de France amateurs, avec quatorze titres glanés en un quart de siècle.

## Palmarès
- Champion de France en 1947, 1948, 1949, 1950, 1951, 1953, 1955, 1956, 1957, 1958, 1961, 1962, 1966, et 1971 (à 53 ans) (devant Michel Carlhian avec 8 réalisations, et Alexis Godillot à 7) ;
- Vainqueur de l'Open d'Espagne 1955 ;
- Vainqueur de l'Omnium de France en 1952, 1956 et 1959 ;
- Vice-champion de France en 1952 et 1960 ;
- Vainqueur de la Coupe Mouchy à sept reprises à Fontainebleau (record), en 1948, 1949, 1950, 1951, 1953, 1954, et 1955 ;
- Vainqueur de la Coupe de Biarritz à six reprises (record), en 1948, 1949, 1950, 1952, 1953, et 1954.